# Palazzo Arena
Il Palazzo Arena è stato un palazzo della città di Messina, opera di Gianfrancesco Arena del 1785 e di proprietà dei baroni Arena, che venne distrutto dal terremoto del 1908.

## Profilo e storia dell'architettura
Il palazzo sorgeva in piazza Duomo, e faceva da sfondo alla fontana di Orione. L'edificio è stato un bell'esempio di architettura del Settecento messinese e occupava l'area già della chiesa di San Lorenzo. Una nuova grandiosità acquista il palazzo Arena, sia per lo slancio della facciata sopraelevata sulla linea degli altri edifici, sia per il motivo del timpano centrale al modo già segnalato da Giacomo Del Duca nella chiesa di San Giovanni, sia per il ritmo delle due colonne che fiancheggiano il portale, il balcone centrale e, con le ampie paraste laterali, l'ampia trabeazione i cui si aprono i balconcini dell'attico chiuso dall'ampia e sporgente cornice. L'innesto dei balconi, con la gonfia balconata, le mensole che li sostengono, le nicchie ellittiche, le cornici ad arco a tutto sesto, tutti elementi plastici decorativi del barocchetto uniti agli elementi più cari al neoclassicismo messinese già avanzate, fanno del palazzo Arena distrutto dal terremoto, uno degli esempi più importanti dell'edilizia messinese del Settecento.
Dopo la ricostruzione, il nuovo Palazzo Arena o Palazzo dello Zodiaco prospetta su piazza Immacolata di Marmo.

## Galleria d'immagini

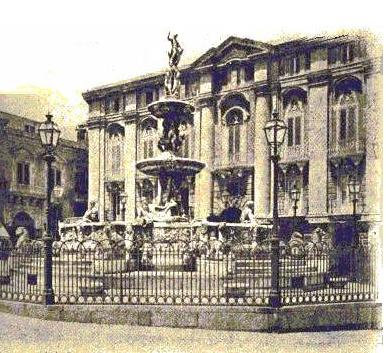
Palazzo Arena
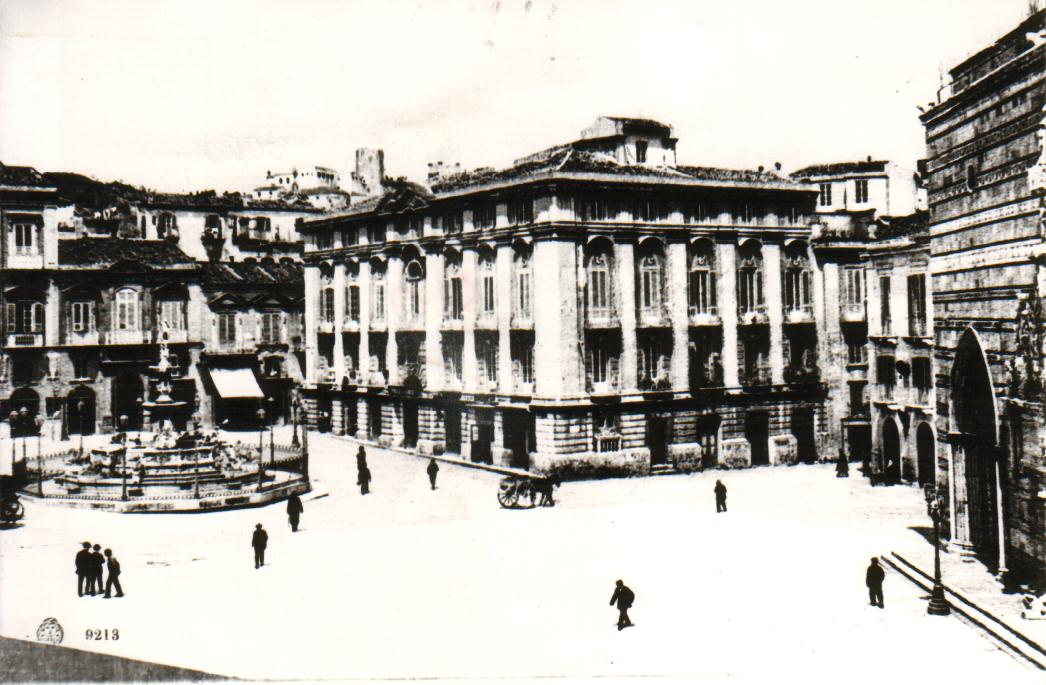
Palazzo Arena